# 橘公頼
橘 公頼（たちばな の きみより）は、平安時代前期から中期にかけての公卿・歌人。参議・橘広相の子。官位は従三位・中納言。

## 経歴
宇多朝末の寛平8年（896年）蔵人に補任する。左衛門少尉・左衛門大尉を経て、昌泰2年（899年）従五位下に叙爵する。
延喜2年（902年）周防権守に任ぜられると、延喜6年（906年）大宰少弐、延喜7年（907年）備前権守と醍醐朝の前期に地方官を歴任し、延喜12年（912年）正月に治国の功労により従五位上に叙せられる。同月権右少弁に任官すると、延喜16年（916年）正五位下、延喜18年（918年）左少弁、延喜19年（919年）従四位下と醍醐朝中盤は弁官を務めながら順調に昇進する。その後、右京大夫・左近衛中将・播磨権守・備前権守など内外の諸官を歴任して、延長3年（925年）従四位上に昇叙され、延長5年（927年）参議として公卿に列す。
朱雀朝では、議政官を務める傍らで右兵衛督・左衛門督などを兼帯し、この間の承平2年（932年）正四位下に叙せられる。承平5年（935年）大宰権帥を兼ねて大宰府に下向する。承平6年（936年）従三位、天慶2年（939年）中納言に叙任されるが、引き続き権帥を務めて大宰府に留まる。
天慶4年（941年）2月20日任地の大宰府で薨去。享年65。最終官位は中納言兼大宰権帥従三位。
勅撰歌人として、『後撰和歌集』と『新勅撰和歌集』に和歌作品が1首ずつ入集している。

## 伝承
天慶4年（941年）藤原純友の乱に際しては、大宰府を落として柳川に迫った藤原純乗（藤原純友の弟）の軍勢を、蒲池城で迎え撃った。その功により橘公頼の子孫は、筑後国蒲池の領主となったという。
福岡県柳川市に伝わる伝承では、蒲池城は藤原純乗が築き、橘公頼は柳川城を築いて対抗したとされる。そこから蒲池城に拠る蒲池の領主は藤原純乗の一族と伝えられているが、当時は柳川城はまだなく、橘公頼が子・敏通と共に藤原純乗を迎え撃ったのは蒲池城である。また近隣一帯は、田尻氏など純友追討に功のあった大蔵春実の子孫が土着しており、藤原純友一族の子孫が勢力を持ったとは見なしがたい。蒲池の領主もまた藤原純友追討に功のあった橘公頼の子孫であり、鎌倉時代に嵯峨源氏の源久直（蒲池久直）が蒲池の地頭職になって赴任し、橘公頼の子孫の筑後橘氏の娘婿となり、その勢力を背景にして蒲池氏を名乗る。

## 官歴
『公卿補任』による。
- 寛平8年（896年） 正月22日：蔵人。正月26日：兼播磨少掾
- 寛平9年（897年） 正月11日：左衛門少尉
- 寛平10年（898年） 正月29日：左衛門大尉
- 昌泰2年（899年） 4月2日：従五位下、即斎院長官
- 昌泰3年（900年） 2月20日：兼中務少輔
- 延喜2年（902年） 9月15日：周防権守
- 延喜6年（906年） 9月17日：大宰少弐
- 延喜7年（907年） 正月13日：備前権守
- 延喜12年（912年） 正月7日：従五位上（備前功）。正月15日：権右少弁
- 延喜13年（913年） 4月15日：右少弁
- 延喜16年（916年） 3月8日：正五位下（亭子院御賀、院司）
- 延喜18年（918年） 正月12日：左少弁
- 延喜19年（919年） 正月7日：従四位下。正月28日：兼近江権守。9月13日：伊予権守
- 延喜20年（920年） 正月30日：右京大夫。2月17日：昇殿
- 延喜21年（921年） 正月30日：左近衛中将
- 延喜22年（922年） 正月30日：播磨権守
- 延喜23年（923年） 4月29日：備前権守
- 延長3年（925年） 正月7日：従四位上
- 延長5年（927年） 5月12日：参議
- 延長6年（928年） 正月29日：兼播磨権守。6月9日：兼弾正大弼、播磨権守如元
- 承平元年（931年） 12月17日：兼右兵衛督
- 承平2年（932年） 正月7日：正四位下
- 承平3年（933年） 正月13日：兼大和守、右兵衛督如元。2月13日：左衛門督、大和守如元
- 承平5年（935年） 2月23日：兼大宰権帥
- 承平6年（936年） 11月7日：従三位
- 天慶2年（939年） 8月5日：給召符。8月27日：任中納言（年労）、太宰権帥如元（未入京任）
- 天慶4年（941年） 2月20日：薨去（中納言兼大宰権帥従三位）。3月17日：府解到来。3月22日：上奏薨由

## 系譜
- 父：橘広相
- 母：雄風王の娘[3]
- 妻：不詳
  - 男子：橘敏実
  - 男子：橘敏仲
  - 三男：橘敏通
  - 男子：橘敏貞 - 相模守
  - 男子：橘敏延